# Аль-Афдаль Шаханшах
Аль-А́фдаль Шаханша́х (араб. الأفضل شاهنشاه‎, лат. Lavendalius / Elafdalio; 1066, Акко — 11 декабря 1121) — визирь Фатимидского халифата.
Его полное имя: аль-Афдаль Абу-ль-Касим Шаханшах ибн Бадр аль-Джамали (الأفضل أبو القاسم شاهنشاه بن بدر الجمالي‎). Родился в Акко в семье армянского мамлюка Бадра аль-Джамали, принявшего ислам. Бадр аль-Джамали был визирем в Каире с 1074 вплоть до самой смерти в 1094 году. После его смерти должность визиря перешла к аль-Афдалю. После смерти халифа Маада аль-Мустансира Биллаха аль-Афдаль назначил новым халифом не старшего сына халифа Низара, а младшего аль-Мустали. Сторонники Низара восстали, но потерпели поражение в 1095 году и бежали на восток, где образовали общину низаритов.
В это время в Палестину двинулись турки-сельджуки. В 1097 году аль-Афдаль отбил у сельджуков город Тир, а в 1098 — Иерусалим. Аль-Афдаль временно восстановил контроль над большей частью Палестину.
Аль-Афдаль пытался вступить в союз с крестоносцами для совместной войны против турок-сельджуков. Предложение Фатимидов было отвергнуто и находившейся под контролем Иерусалим был захвачен крестоносцами в 1099 году.
Через год аль-Афдаль попытался напасть на зарождающееся Иерусалимское королевство. В 1105 он пытался вступить в союз с Дамаском против крестоносцев, но потерпел поражение в битве при Рамле. Постепенно Фатимидский халифат потерял контроль над своими прибрежными крепостями; в 1109 году был утрачен город Триполи, ставший важным центром для крестоносцев. В 1110 губернатор Аскалона, Шамсуль-Халифа, восстал против аль-Афдаля и попытался сдать город Иерусалиму. Крестоносцы захватили Тир, Акко и оставались в Иерусалиме до прихода Салах ад-Дина.
Аль-Афдаль был убит во время праздника Ид аль-Адха в 1121 году.

## Особенности характера
Арабский хронист XIII века Ибн Халликан превозносил аль-Афдала как «одаренного правителя», «обладавшего незаурядной рассудительностью» и неуемной тягой к роскоши. В коллекции аль-Афдала была как минимум сотня вышитых золотом тюрбанов и каждый из них висел на отдельном золотом крючке в одном из десяти приемных залов его дворца. У него было больше скота и денег, чем он мог сосчитать; при письме он пользовался золотой, усыпанной драгоценными камнями чернильницей, а своих рабынь снабжал золотыми иголками для вышивания.